# Cave Spring (Virginie)
Cave Spring est une census-designated place située dans le comté de Roanoke, dans l’État de Virginie, aux États-Unis. Lors du recensement de 2020, elle comptait 26 755 habitants.